# نهب بالتمور

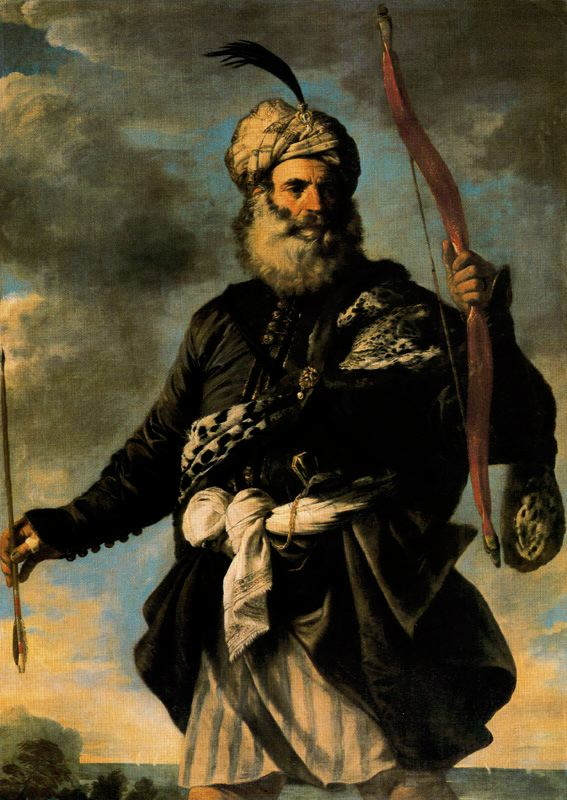

نهب بالتيمور هي معركة وقعت في 20 يونيو، 1631، عند قرية بالتيمور في بلدة كورك في أيرلندا. وقع الهجوم في اطار الجهاد البحري من شمال أفريقيا، برئاسة القبطان مراد رايس، في كانون الثاني/ يناير، المعروف أيضا باسم جان جارزون. قاد رجل يسمى هاكيت قبطان قوات مراد إلى القرية وهو قبطان قارب صيد كان قد قبض عليه في وقت سابق، في مقابل حريته (هاكيت لم يكن وفير الحظ، لأنه في وقت لاحق شنق لمساعدة المهاجمين). الغارة كانت واحدة من غارات مراد ريس ضد المدن الأوروبية.
تكون طاقم مراد من الهولنديين والجزائريين من والأتراك العثمانيين. شن الهجوم على القرية النائية في 20 يونيو 1631، وقبض على 108 إنجليزي يعملون في الزراعة وبعض من الايرلنديين، لكن قيمة الهجوم لم تكن مادية بل معنوية حيث وصل الجهاد البحري أو ما يسميه الأوروبيون القرصنة البربرية إلى أقصى مدى: أيرلندا. أغلب سكان القرية تقريبا أصبحوا عبيدا. بعض السجناء عاشوا في سفن الجهاد البحري يمارسون مهام التنظيف وأعمال أخرى، في حين أن البعض الآخر قضى سنوات طويلة كجاريات أو كعمال. فقط اثنان منهم عادوا إلى ايرلندا.
استوحى توماس أوزبورن ديفيس من الحادث قصيدته الشهيرة، نهب بالتيمور. وهناك سرد مفصل يمكن العثور عليه في كتاب القرية المسروقة: بالتيمور.

## وصلات خارجية
- بالتمور.ايرلندا
- نهب بالتمور
- نهب بالتمور (قصيد ديفيد)
- القرية المسروقة
- بالتمور
- هاكيت والقراصنة
- جمهورية سلا